# پیمان منع جامع آزمایش هسته‌ای
پیمان منع جامع آزمایش‌های هسته‌ای یا سی‌تی‌بی‌تی در ۱۰ سپتامبر ۱۹۹۶ به عنوان یک معاهده چندجانبه به تصویب مجمع عمومی سازمان ملل متحد رسید و از اواخر سپتامبر همان سال برای امضا در دسترس قرار گرفت. این پیمان کشورهای عضو را از هرگونه انفجار هسته‌ای در هر مکانی تحت قلمرو یا کنترل کشور عضو منع می‌کند. یکی از مهم‌ترین ملزومات اجرای این پیمان، استقرار سامانه‌های نظارت بین‌المللی از جمله ایستگاه‌های لرزه‌نگاری فراصوت است. تاکنون بیش از ۱۸۵ کشور این معاهده را امضا و ۱۷۰ کشور آن را به تایید و تصویب مجالس خود رسانده‌اند. اما برای اجرایی شدن آن لازم است که ۴۴ کشور نام برده در پیوست ۲ این پیمان، آن را تصویب کنند که از این تعداد، هنوز ۸ کشور (ایران، آمریکا، هند، مصر، چین، پاکستان، کره شمالی و اسرائیل) این اقدام را عملی نکرده‌اند. معاهده ۱۸۰ روز پس از امضا و تصویب آن از سوی این ۸ کشور وارد مرحله اجرایی خواهد شد.

## تاریخچه

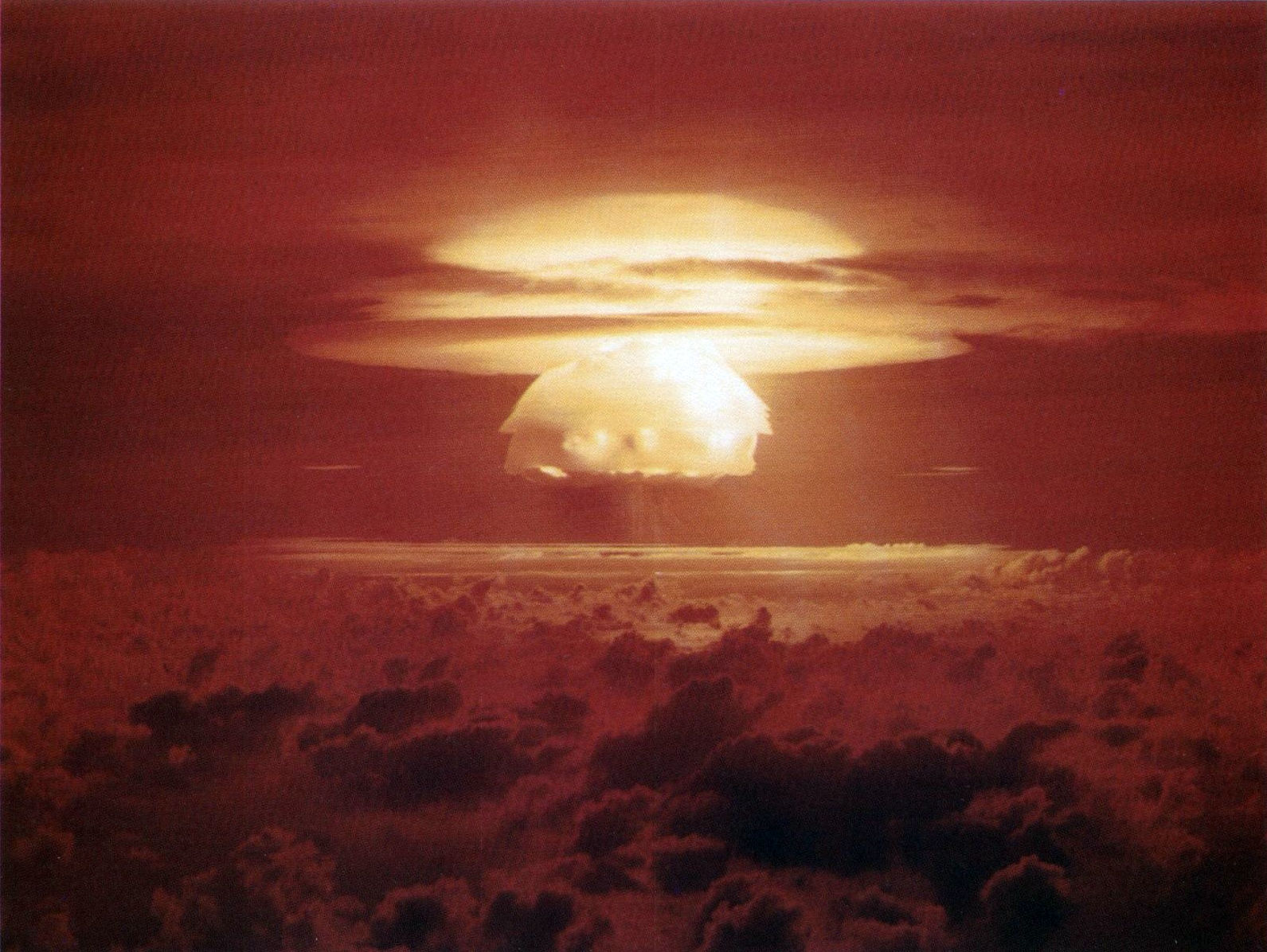
آزمایش قلعه براوو در اقیانوس آرام

جنبش بین‌المللی برای کنترل جنگ‌افزار هسته‌ای در سال ۱۹۴۵ با درخواست کانادا از بریتانیا برای برگزاری یک همایش در مورد این موضوع آغاز شد. در ماه ژوئن سال ۱۹۴۶، برنارد باروک، فرستاده رئیس‌جمهور، هری ترومن، طرح باروک را پیش از کمیسیون انرژی اتمی سازمان ملل متحد برای ایجاد یک سیستم بین‌المللی کنترل تولید انرژی اتمی ارائه داد. این طرح که به عنوان پایه‌ای برای سیاست‌های هسته‌ای آمریکا در دهه ۱۹۵۰ در نظر گرفته می‌شد، توسط اتحاد جماهیر سوسیالیستی شوروی به عنوان شگرد آمریکا برای انحصار خود بر انرژی هسته‌ای رد شد.
بین آزمایش ترینیتی در ۱۶ ژوئیه ۱۹۴۵ و امضای پیمان منع جزئی آزمایش هسته‌ای در ۵ آگوست ۱۹۶۳، ۴۹۹ آزمایش هسته‌ای انجام شدند. بیشترین انگیزه برای ایجاد پیمان منع جزئی آزمایش‌های هسته‌ای و در نهایت، دستیابی به پیمان منع جامع آزمایش‌های هسته‌ای، به خاطر افزایش نگرانی عمومی از اندازه نتایج تابش پرتو از آزمایش‌های هسته‌ای در زیر آب و اتمسفر و به خصوص، آزمایش سلاح‌های قدرتمند گرماهسته‌ای (بمب هیدروژنی) بود. این معاهده دارای الزامات خاصی بود و اعضا را وادار می‌کرد تا از آزمایش سلاح‌های هسته‌ای یا هرگونه آزمایش انفجاری در جو، فضای بیرونی و زیرِ آب خودداری کنند. فرانسه و چین به این پیمان نپیوستند و آزمایش در جو را ادامه دادند. این پیمان در نهایت شکست خورد و کشورهای هسته‌ای میزان آزمایش‌های خود را پس از ۱۹۶۳ به دو برابر افزایش دادند. البته این معاهده بعدها تغییراتی را تجربه کرد. به ویژه ماده ۲ پیمان مذکور امکان اصلاح را در درون آن اجازه می‌داد که همین امر نیز دولت‌های دارای سلاح هسته‌ای، به ویژه آمریکا و انگلیس را ابتدا ایزوله کرده و سپس وادار کرد تا به سمت معاهدات بزرگتری حرکت کنند.
آزمایش قلعه براوو در ۱ مارس ۱۹۵۴ به‌طور خاص، به عنوان انفجاری که باعث تخریب مناطق مسکونی و ایجاد بیماری در گروهی از ماهی‌گیران ژاپنی می‌شود توجه بسیار زیادی به خود جلب کرد. بین سال‌های ۱۹۴۵ تا ۱۹۶۳، آمریکا ۲۱۵، شوروی ۲۱۹، بریتانیا ۲۱ و فرانسه ۳ آزمایش در جو زمین انجام دادند.
در سال ۱۹۵۴، بعد از آزمون قلعه براوو، نخست وزیر هند جواهر لعل نهرو برای اولین بار درخواست تجدید نظر برای «شرایط توقف» در آزمایش‌های هسته‌ای را داد که خیلی زود توسط حزب کارگر بریتانیا همه گیر شد. مذاکرات در مورد منع جامع آزمایش، در درجه اول شامل آمریکا، بریتانیا و اتحاد جماهیر شوروی می‌شد که در سال ۱۹۵۵ با پیشنهاد نیکیتا خروشچف رهبر اتحاد جماهیر شوروی آغاز شد. یکی از مشکلات اصلی در سراسر مذاکرات، که باعث طولانی شدن آن و نرسیدن به نتیجه، پس از ۸ سال در ژوئیه ۱۹۶۳ شد، چگونگی سیستم تأیید انطباق با منع آزمایش و تشخیص آزمایش‌های غیرقانونی بود. سمت غربی، نگران بود که شوروی می‌تواند هر نوع ممنوعیت آزمایش را دور بزند و مخفیانه در مسابقه تسلیحاتی هسته‌ای از غرب پیش بیفتد. این ترس، پس از عملیات پلامباب آمریکا در ۱۹ سپتامبر ۱۹۵۷ که نخستین آزمایش زیرزمینی سلاح هسته‌ای بود بیشتر شد. گرچه برای آمریکا توانایی آزمایش در زیرزمین یک برتری قابل توجه بود اما نگرانی در مورد شوروی بود که با وجود منع آزمایش، باز هم به صورت مخفیانه به انجام آزمایش زیرزمینی بپردازند. زیرا تشخیص انفجار زیرزمینی سخت‌تر از آزمایش بر روی زمین است. در مقابل در سمت شوروی، تأیید انطباق با مفاد پیمان با بازرسی از محل که آمریکا و بریتانیا خواستار آن بودند به عنوان بهانه‌ای برای جاسوسی دیده می‌شد. اختلاف بر سر چگونگی تأیید تعهد به پیمان، میان طرفین، منجر به رها کردن مذاکرات برای دستیابی به پیمان جامع و تدوین پیمان منع جزئی آزمایش‌های هسته‌ای در ۲۵ ژوئیه ۱۹۶۳ شد که توسط ۱۲۶ کشور در سه زیرگروه اصلی پذیرفته شد. این کشورها ممنوعیت انفجار هسته‌ای چه با اهداف نظامی و چه غیرنظامی در زیر آب، جو یا فضای بیرونی را پذیرفتند.
پیمان منع جزئی آزمایش‌های هسته‌ای، نتایج مختلفی به دنبال داشت. از یک طرف، تصویب معاهده باعث کاهش قابل توجه مواد پرتوزا در جو زمین شد. از سوی دیگر، گسترش سلاح‌های هسته‌ای به‌طور کامل (هر چند که آهسته‌تر شد اما) متوقف نشد و آزمایش‌های هسته‌ای به سرعت بیشتر شدند. در مقایسه با ۴۹۹ آزمایش انجام شده در سال ۱۹۴۵، در طول ده سال پس از امضای پیمان منع جزئی آزمایش‌های هسته‌ای ۴۳۶ آزمایش انجام شد. علاوه بر این، آمریکا و شوروی به تخلیه گازهای پرتوزای حاصل از آزمایش‌های زیرزمینی به جو ادامه دادند. همچنین، هر چند آزمایش زیرزمینی به‌طور کلی امن‌تر از سطح زمینی بود اما باعث ورود ایزوتوپ‌های پرتوزا از جمله پلوتونیم به درون پوسته زمین شد. بر اساس یک برآورد از ۱۹۶۴ تا ۱۹۹۶ یعنی سال تصویب معاهده جامع منع آزمایش‌های هسته‌ای، ۱۳۷۷ آزمایش هسته‌ای زیرزمینی انجام شده‌است. چین در سال ۱۹۸۰ یک آزمایش بر روی زمین (نه در زیرِ زمین یا جو یا زیر آب) انجام داد.

پیمان منع جزئی آزمایش‌های هسته‌ای، به عنوان گامی برای دستیابی به پیمان‌نامه منع گسترش سلاح‌های هسته‌ای در ۱۹۶۸ شناخته می‌شود که در آن به‌طور مستقیم به پیمان منع جزئی آزمایش‌های هسته‌ای اشاره شده‌است. پیمان منع گسترش سلاح‌های هسته‌ای، کشورهای فاقد سلاح هسته‌ای را از داشتن، تولید و دستیابی به سلاح هسته‌ای یا دیگر ابزارهای انفجار هسته‌ای منع می‌کند. همه امضا کنندگان از جمله کشورهای دارای سلاح هسته‌ای، به هدف این پیمان، یعنی خلع سلاح هسته‌ای متعهد شدند. با این حال هند، پاکستان و اسرائیل از امضای پیمان منع گسترش سلاح‌های هسته‌ای، سر باز زدند و اعلام کردند که چنین معاهده‌ای اساساً تبعیض آمیز است. زیرا باعث ایجاد محدودیت‌هایی در کشورهایی که سلاح‌های هسته‌ای ندارند شده، درحالیکه هیچ تلاشی برای محدود کردن توسعه سلاح توسط کشورهای دارنده سلاح‌های هسته‌ای نمی‌کند.

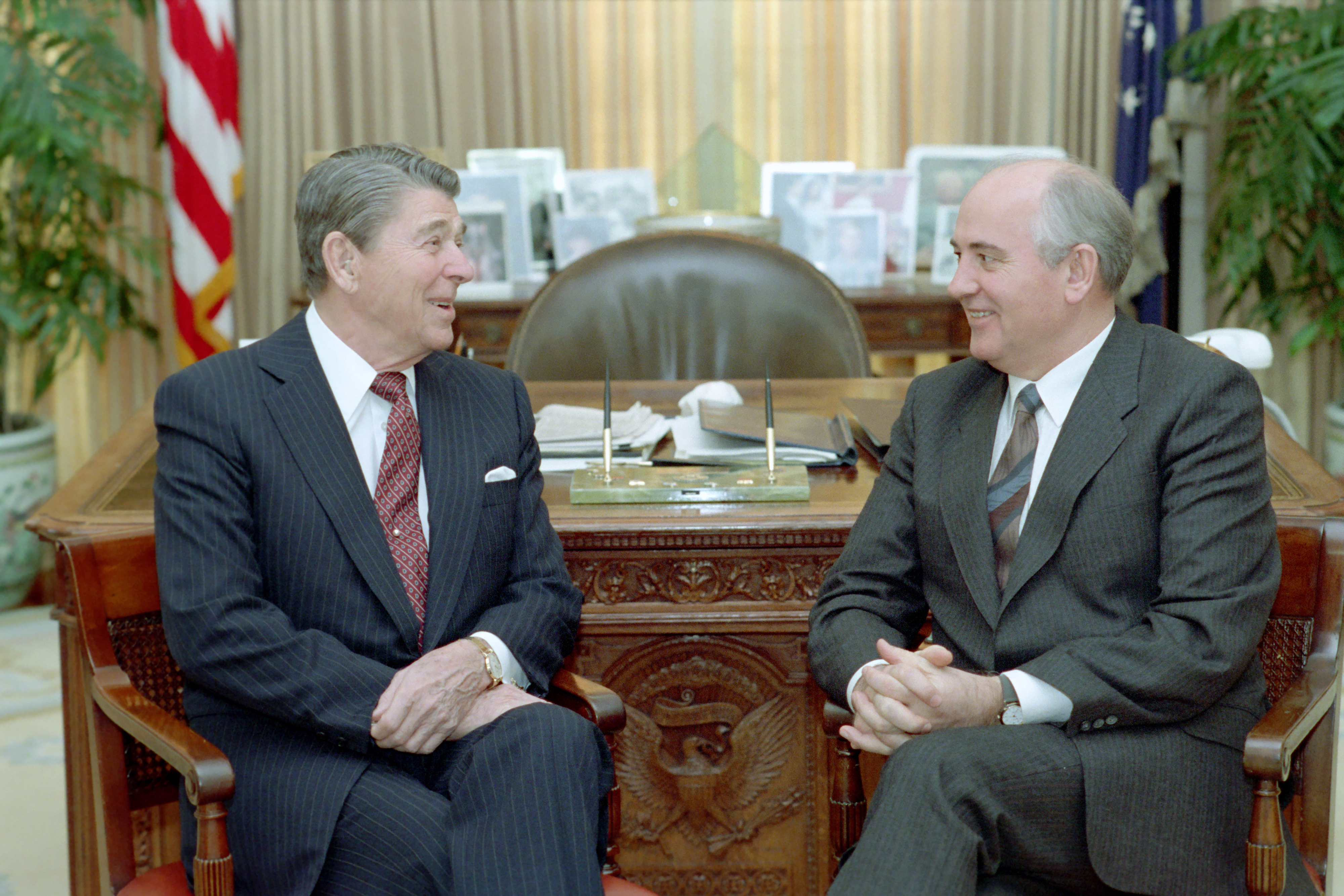
ریگان و گرباچف در دسامبر ۱۹۸۷

در سال ۱۹۷۴، پیمان منع آستانه آزمایش هسته‌ای توسط آمریکا و شوروی تصویب شد که آزمایش زیرزمینی با بازده بالاتر از ۱۵۰ کیلوتن تری‌نیتروتولوئن را منع می‌کرد. در آوریل ۱۹۷۶ دو کشور توافق خود را در مورد پیمان انفجار هسته‌ای صلح آمیز اعلام کردند که مربوط به انفجارهای هسته‌ای در خارج از سایت‌های تسلیحاتی مورد بحث در پیمان منع آستانه آزمایش بود. بر اساس پیمان منع آستانه آزمایش، آمریکا و شوروی توافق کردند که انفجارهای هسته‌ای صلح آمیز در این نقاط را با بازده کمتر از ۱۵۰ کیلوتن تری‌نیتروتولوئن و انفجارهای گروهی با توان کمتر از ۱۵۰۰ کیلوتن تری‌نیتروتولوئن انجام دهند. به منظور بررسی انطباق فعالیت‌ها با ضوابط پیمان انفجارهای هسته‌ای صلح آمیز، دولت‌ها باید به روش‌های فنی ملی تأیید، به اشتراک‌گذاری اطلاعات انفجارها و اعطای دسترسی بازرسان به محل را اعطا می‌کردند. پیمان منع آستانه آزمایش و پیمان انفجار هسته‌ای صلح آمیز تا ۱۱ دسامبر ۱۹۹۰ توسط آمریکا و شوروی اجرایی نشدند.
در اکتبر ۱۹۷۷ آمریکا، بریتانیا و شوروی به مذاکرات بر سر منع جامع آزمایش بازگشتند. در اواخر دهه ۱۹۷۰ سه قدرت هسته‌ای پیشرفت قابل قبولی داشتند که موافقت برای شرایط منع جامع آزمایش از جمله منع موقت انفجار هسته‌ای صلح آمیز را به همراه داشت. اما اختلاف نظر بر سر مکانیسم انطباق فعالیت‌ها با شرایط پیمان، باعث جلوگیری از دستیابی به نتیجه نهایی تا پیش از مراسم تحلیف رونالد ریگان به عنوان رئیس‌جمهور در ژانویه ۱۹۸۱ شد. در سال ۱۹۸۵ میخائیل گورباچف مهلت قانونی آزمایش یک طرفه را اعلام و در دسامبر ۱۹۸۶ ریگان بار دیگر بر تعهد آمریکا برای هدف بلند مدت منع جامع آزمایش تأکید کرد. در نوامبر ۱۹۸۷، بار دیگر، مذاکرات برای منع جامع آزمایش، به دنبال یک برنامه مشترک میان آمریکا و شوروی با هدف تشخیص آزمایش زیرزمینی آغاز شد.

## مذاکرات
با توجه به اوضاع سیاسی حاکم در دهه ۱۹۸۰ پیشرفت کمی در خلع سلاح هسته‌ای تا پایان جنگ سرد در سال ۱۹۹۱ بدست آمد. در همان سال اعضای پیمان منع جزئی آزمایش‌های هسته‌ای، کنفرانس اصلاحیه‌ای را برگزار کردند تا به بحث در مورد پیشنهاد برای تبدیل این پیمان به یک ابزار ممنوعیت جامع بپردازند. با پشتیبانی مجمع عمومی سازمان ملل، مذاکرات پیمان منع جامع آزمایش در ۱۹۹۳ آغاز شد.

### پذیرش
تلاش‌های فشرده در طول سه سال بعد به پیش‌نویس متن پیمان و دو ضمیمه آن نتیجه دادند. با این حال، در کنفرانس خلع سلاح، که مذاکرات در آن انجام شد در رسیدن به متن مورد اجماع، موفقیتی حاصل نشد. اما پس از آن با پیگیری جان هوارد، نخست وزیر و الکساندر داونر، وزیر امور خارجه استرالیا متن پیمان به مجمع عمومی سازمان ملل متحد در نیویورک فرستاده شد تا در آنجا به عنوان یک پیش‌نویس قطعنامه، پذیرفته شود. در ۱۰ سپتامبر ۱۹۹۶، پیمان منع جامع آزمایش هسته‌ای با اکثریت بزرگی (رای مثبت بیش از دو سوم اعضا) به تصویب رسید.

### تعهدات
ماده ۱:
1. همه کشورهای عضو، متعهد به انجام هیچگونه آزمایش انفجار سلاح هسته‌ای یا هر انفجار هسته‌ای دیگری هستند و به منع و جلوگیری از هرگونه انفجار هسته‌ای در هر مکان که تحت قیومیت یا کنترل آن کشور است می‌پردازد.
2. علاوه بر این، هر کشور عضو، متعهد به خودداری از ایجاد، تشویق یا شرکت در انجام هر نوع آزمایش انفجار سلاح هسته‌ای یا هر انفجار هسته‌ای دیگر است.

## وضعیت
این پیمان توسط مجمع عمومی سازمان ملل متحد در تاریخ ۱۰ سپتامبر ۱۹۹۶ به تصویب رسید و در ۲۴ سپتامبر همان سال در نیویورک به امضا گذاشته شد و ۷۱ کشور از جمله پنج کشور از هشت کشور دارنده سلاح هسته‌ای آن را امضا کردند. تا اکتبر سال ۲۰۱۶، ۱۶۶ کشور پیمان منع جامع آزمایش را تصویب و ۱۷ کشور دیگر آن را امضا کرده ولی در داخل کشور خود تصویب نکرده‌اند.
این پیمان ۱۸۰ روز پس از آنکه ۴۴ کشور نام برده در پیوست ۲ این پیمان آن را تصویب کنند به اجرا در خواهد آمد. این "کشورهای پیوست ۲ " کشورهایی هستند که در مذاکرات پیمان بین سال‌های ۱۹۹۴ تا ۱۹۹۶ شرکت داشته و دارای رآکتور انرژی هسته‌ای یا رآکتور تحقیقاتی هستند. تا سال ۲۰۱۶، هشت کشور چین، مصر، ایران، اسرائیل و آمریکا که شامل پیوست ۲ می‌شوند این پیمان را تصویب نکرده‌اند. کشورهای هند، کره شمالی و پاکستان نیز این پیمان را امضا نکرده‌اند.
خروج روسیه
در اکتبر ۲۰۲۳ دومای روسیه به درخواست ولادیمیر پوتین به حذف منع آزمایش هسته‌ای از قوانین داخلی آن کشور رای داد.

## نظارت

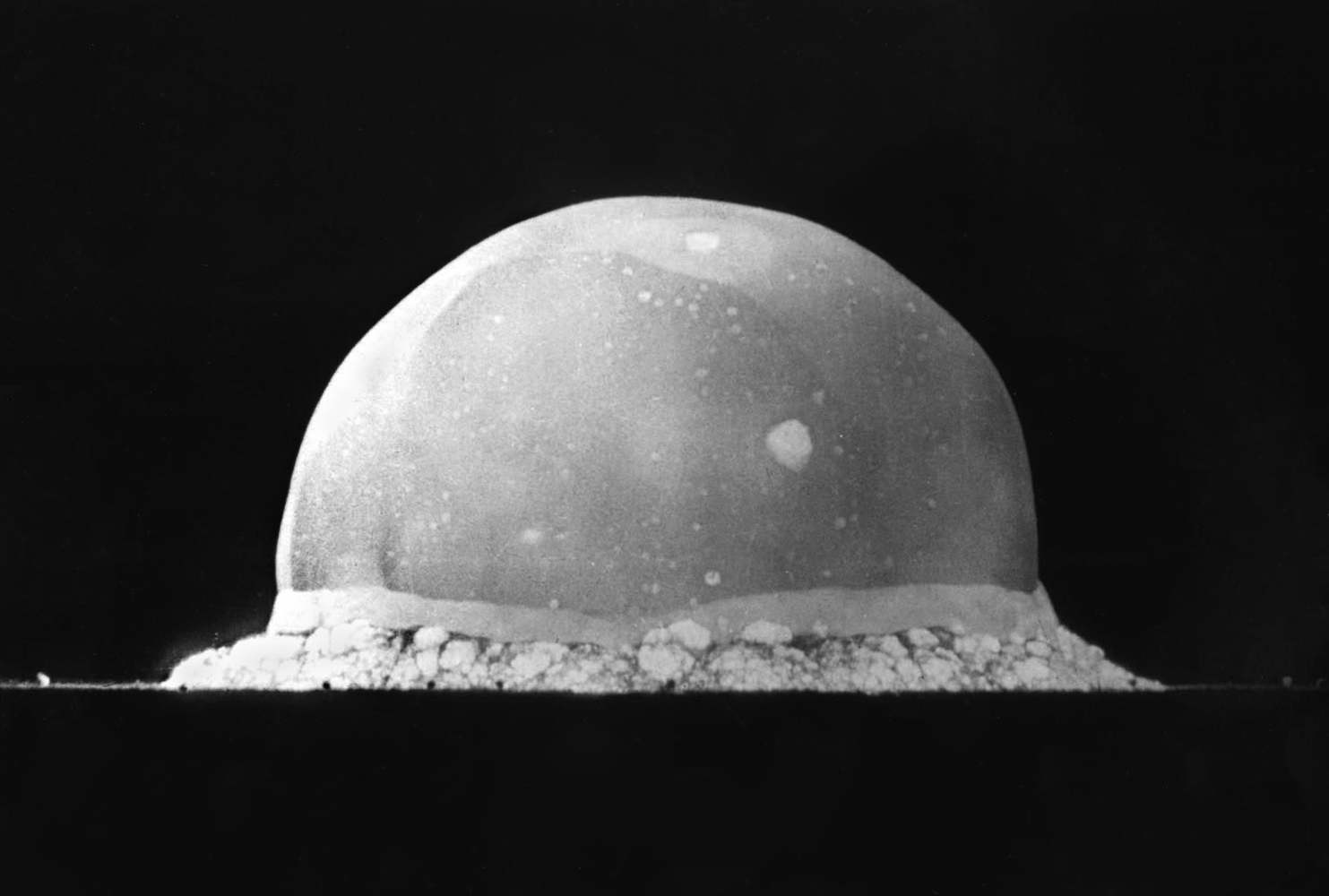
بمب ترینیتی (۱۶ میلی ثانیه پس از انفجار)

از فناوری ژئوفیزیک و دیگر فناوری‌ها مانند لرزه‌شناسی، پزشکی قانونی، هیدروآکوستیک، فروصوت و ایزوتوپ‌های پرتوزا برای نظارت بر انطباق فعالیت‌ها با این پیمان استفاده می‌شود. از این فناوری‌ها برای نظارت بر زیرِ زمین و آب و هوا برای بررسی وجود هر نشانه‌ای از یک انفجار هسته‌ای استفاده می‌شود. براساس داده‌ها و نتایج به دست آمده، بنا به درخواست یک کشور عضو و در صورت تصویب «شورای اجرایی»، تیم‌های بازرسی از محل به مکان مشکوک به وقوع آزمایش هسته‌ای اعزام و نتایج راستی آزمایی‌ها جهت تشخیص وقوع یک انفجار هسته‌ای و انجام اقدامات بعدی، مورد ارزیابی و تصمیم‌گیری این شورا قرار می‌گیرد.
کمیسیون مقدماتی سازمان پیمان منع جامع آزمایش هسته‌ای، یک سازمان بین‌المللی است که مقر آن در وین، اتریش بوده و برای ایجاد نظام بازرسی، از جمله ایجاد و بهره‌برداری موقت از شبکه ایستگاه‌های نظارتی، ایجاد یک مرکز بین‌المللی داده‌ها و توسعه امکان بازرسی در محل، تأسیس شده‌است.
شبکه نظارت متشکل از ۳۳۷ ایستگاه در سراسر جهان می‌شود. در ماه مه سال ۲۰۱۲، عملکرد بیش از ۲۶۰ ایستگاه تأیید شد. ایستگاه‌های نظارت، داده‌های ثبت شده را به مرکز بین‌المللی داده‌ها در وین برای پردازش و تجزیه و تحلیل می‌فرستند. این داده‌ها به کشورهایی که پیمان را امضا کرده‌اند فرستاده می‌شوند.

### آزمایش‌های هسته‌ای بعدی
از زمان امضای پیمان در ۱۹۹۶ سه کشور، سلاح‌های هسته‌ای خود را آزمایش کرده‌اند. هند و پاکستان هر دو، دو بار در ۱۹۹۸ و کره شمالی، پنج آزمایش که سه تای آن‌ها در سال‌های ۲۰۰۶، ۲۰۰۹، ۲۰۱۳ و دو آزمایش دیگر در سال ۲۰۱۶ انجام داده‌اند. هر پنج آزمایش کره شمالی توسط سیستم نظارت بین‌المللی توسط سیستم نظارت بین‌المللی کمیسیون مقدماتی سازمان پیمان منع جامع آزمایش هسته‌ای ثبت شده‌اند. گمان می‌رود که در ژانویه ۲۰۱۶ کره شمالی یک آزمایش دیگر نیز انجام داده باشد زیرا یک «زلزله ساختگی» با بزرگی ۵/۱ ریشتر توسط سازمان زمین‌شناسی آمریکا اندازه‌گیری شده‌است.

## بازنگری
از اکتبر ۲۰۱۶ دفتر سازمان ملل در امور خلع سلاح، رأی به برگزاری گفتگوی دوباره برای رسیدن به پیمان جدید منع سلاح‌های هسته‌ای داده بود. در پی این رای، گفتگوها در مارس سال ۲۰۱۷ در مقر سازمان ملل با حضور بیش از ۱۲۰ کشور جهان آغاز شد. اما حدود چهل کشور کشورهای دارای سلاح هسته‌ای از جمله آمریکا، بریتانیا، فرانسه از شرکت در این گفتگوها خودداری کرده‌اند.
نماینده آمریکا در سازمان ملل گفته که «چون کشورش برای حفظ امنیت ملی خود به سلاح‌های هسته‌ای نیاز دارد» و «بازیگران بدی [مانند کره شمالی] در صحنه بین‌المللی حضور دارند که قابل اعتماد نیستند» از این مذاکرات حمایت نمی‌کند. همچنین گفته‌است که منع جهانی سلاح‌های اتمی، واقع‌بینانه نیست.
سوئد، اتریش، ایرلند، مکزیک، برزیل و آفریقای جنوبی کشورهای پیشتاز برای منع و حذف کامل سلاح‌های هسته‌ای هستند. ایران از این گفتگوها حمایت کرده‌است. ژاپن (قربانی بمباران اتمی هیروشیما و ناگاساکی در سال ۱۹۴۵) به این گفتگوها رأی منفی داد زیرا عدم مشارکت همه کشورهای مجهز به سلاح هسته‌ای در این گفتگوها را باعث گسترش شکاف و اختلاف در جهان می‌داند.

## نقد دیگر پیمان‌ها
نقد بزرگی که به همه پیمان‌های سلاح هسته‌ای وجود دارد این است که هیچ‌کدام، ذخایر موجود هسته‌ای و نابودی آن‌ها را در دستور کار قرار نداده‌اند و به نظر می‌رسد خط قرمز کشورهای هسته‌ای، مذاکره در این زمینه می‌باشد. بعدها و در این راستا مناطقی از جهان شناسایی شد که به منطقه‌های بدون جنگ‌افزار هسته‌ای معروف شدند. از جمله آمریکای لاتین (پیمان تلاتلولکو)، آسیای مرکزی (پیمان سمیپالاتینسک)، منطقه جنوبی اقیانوس آرام (پیمان راروتونگا)، آفریقا (پیمان پلیندابا) و آسیای جنوب شرقی (پیمان بانکوک) هستند. مغولستان نیز خود را به عنوان تنها کشور عاری از سلاح‌های هسته‌ای اعلام کرد و در سال ۲۰۱۲ نیز از طرف قدرت‌های هسته‌ای به عنوان کشور عاری از سلاح هسته‌ای شناخته شد. همچنین سیستم پیمان جنوبگان تصویب کرد که هرگونه آزمایش سلاح هسته‌ای در این منطقه ممنوع است.